# Jan Dost

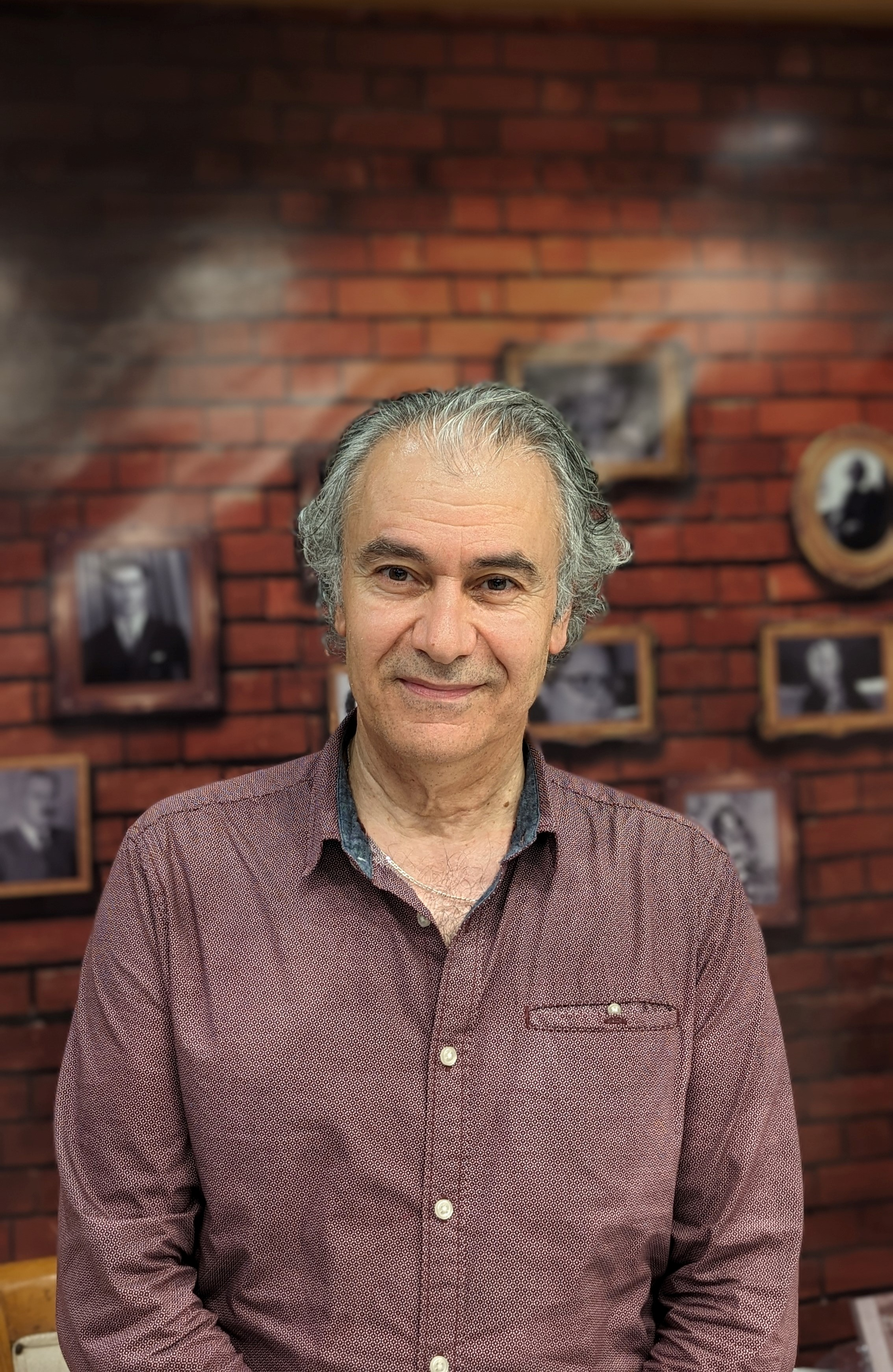
Jan Dost (2023)

Jan Dost (arabisch جان دوست, kurdisch Jan Dost; * 12. März 1965 in Kobanê, Syrien) ist ein syrisch-deutscher Literaturübersetzer und kurdischer Schriftsteller. Er hat zahlreiche Romane sowohl auf Kurdisch als auch auf Arabisch veröffentlicht und gilt als bedeutender kurdischer Schriftsteller der Gegenwart. Im Juni 2000 kam Dost als politischer Flüchtling nach Deutschland; 2008 wurde er eingebürgert.

## Leben und Werk
Dost wurde 1965 in Kobanê, einer von Kurden bewohnten Stadt im Norden Syriens, geboren. Von 1985 bis 1988 studierte er Naturwissenschaften in Aleppo, brach seine akademische Ausbildung aber nach drei Jahren ab und konzentrierte sich auf Literatur und Schreiben. 1984 schrieb er sein frühes episches Gedicht Kela Dimdimê (Die Zitadelle von Dimdim).
Neben seinen   eigenen Werken hat Dost kurdische und persische Werke ins Arabische übersetzt, darunter Mem û Zîn, eine klassische kurdische Liebesgeschichte, die Ehmedê Xanî (arab.: Ahmad Khani, 1650-1707) im 17. Jahrhundert schrieb und die als Nationalepos der kurdischen Literatur gilt.
Dost übertrug unter anderem seinen eigenen kurdischen Roman Mîrname, der im Osmanischen Reich des 17. Jahrhunderts spielt, ins Arabische. Das Werk ist eine fiktive Biografie von Ehmedê Xanî, einem bedeutenden kurdischen Dichter und Sufi, der „Ungerechtigkeit lediglich mit Feder und Tinte“ bekämpfte.
Mehrere seiner Romane spielen im Kontext des syrischen Bürgerkriegs. Sein 2020 erschienener Roman Mokhatat Petersburg (Das Petersburger Manuskript) stand auf der Longlist für den Sheikh Zayed Book Award. Im Februar 2024 wurde sein Roman Safe Corridor, übersetzt durch die britische Arabistin Marilyn Booth, mit dem erstmalig verliehenen Bait Al-Ghasham Dar Arab Translation Prize ausgezeichnet, einem internationalen Literaturpreis für die Übersetzung von arabischer Literatur ins Englische. Diese Geschichte spielt während der türkischen Besetzung von Afrin. In einem seiner anderen Romane, Ein grüner Bus verlässt Aleppo, verwendete Dost dieselbe Handlung, erzählte sie aber aus der Perspektive einer anderen Figur.
Seine literarischen Beiträge erstrecken sich über verschiedene Genres, darunter Lyrik, Kurzgeschichten, Romane und Literaturübersetzungen. Einige seiner Werke wurden ins Italienische, Türkische, Persische und Spanische übersetzt. Seine Veröffentlichungen erschienen im Libanon, Syrien, Jordanien, Ägypten, im Irak und in der Türkei. In Deutschland wurde Dost 1991 mit seiner auf Kurdisch verfassten Heldendichtung Kela Dimdimê (Die Zitadelle von Dimdim) erstmals verlegt.
In einem Interview mit der Literaturkritikerin Nuha Askar aus dem Jahr 2022 über das Verhältnis seines literarischen Werks zur kurdischen nationalen Identität sagte Dost:

„Ich beschäftige mich mit der Frage der Identität, der Frage nach der Nation, die einen Halt in der Sonne der Geschichte und einen festen Platz auf der Landkarte sucht. Ich bin ein Schriftsteller, der vom Schmerz eines kämpfenden Volkes heimgesucht wird; Die Literatur, die ich schreibe, ist ein Versuch, sich an ihrem Kampf zu beteiligen. [...] Die kurdische Literatur ist seit ihren Anfängen von "Kampf" geprägt – eine Verteidigung des nationalen Selbst und die Stärkung des Ansehens der Nation.“

Darüber hinaus vertrat er die Ansicht, dass „der syrische Roman im Wesentlichen zu einem Kriegsroman geworden ist“, wobei sich auch mehrere seiner eigenen Werke mit den Kämpfen und Zerstörungen in den kurdischen Gebieten Afrin, Kobane und Amude befassen.
Auf die Frage nach seiner Beziehung zur arabischen Sprache erklärte er, dass er schon in jungen Jahren begonnen habe, in dieser Sprache zu schreiben, und sie als seine eigene Sprache betrachte, genauso wie andere Schriftsteller der arabischen Literatur. Aufgewachsen mit Kurdisch als Muttersprache und Arabisch durch sein kulturelles Umfeld, sieht er sich selbst als zweisprachig, wobei er in beiden Sprachen gleich gut spricht und denkt. Seine eigenen Übersetzungen früherer Romane, die er aus dem Arabischen ins Kurdische übertragen hat, beruhen auf seiner Entscheidung, sein gesamtes literarisches Werk in seiner „marginalisierten Nationalsprache“ zu veröffentlichen.

## Werke
- Die Zitadelle von Dimdim (Kela Dimdimê), Heldendichtung, Kurdisch, Bonn 1991, Istanbul 1991, Damaskus 1995, Istanbul 2011, vierte Ausgabe.
- Ein Lied für die Augen Kurdistans, (Sazek ji çavên Kurdistan re), Lyrik, Arabisch und Kurdisch, Beirut 1994.
- Badāʿi al-lugha, (بدائع اللغة) Kurdisch/Arabisches Wörterbuch, Beirut 1997.
- Mijabad, Roman, Kurdisch, Diyarbakir 2004. (Übersetzung ins Türkische: Belki, Istanbul 2005).
- 3 Gav û 3 Darek (3 Schritte zur Hinrichtung) Roman, Kurdisch, Avesta. Istanbul 2007. 2. Auflage Avesta. Istanbul 2012.
- Mîrname, Roman, Kurdisch, Avesta, Istanbul 2008. (Übersetzung ins Türkische: Muhsin Kizilkaya, Ithaki, Istanbul 2011).
- Aschīq al-mutardschim, عشيق المترجم Roman. Waraq Verlag, Dubai, Vereinigte Arabische Emirate 2014.
- Dîwana Jan, Gedichtband, Semakurd, Dubai 2010.
- Dîwana Jan, Gedichtband, Avesta, Istanbul 2012.
- Martînê Bextewer „Martin der Glückliche“, Roman, Avesta, Istanbul 2012.
- Nawāqīs Roma, نواقيس روما , „Die Glocken von Rom“, Roman, Dar Al Saqi, Beirut. 2016
- Kobanî, Roman, Dara Yaynlari. Türkei. 2017
- Bas Akhdarباص أخضر, „Ein grüner Bus“, Roman, Almutawasset. Mailand. Italien. 2018
- Mamar Amin, ممر آمن, „Der Korridor“, Roman, Miskilliani. Tunesien. 2019
- Vom Krieg vergessene Gedichte in der Tasche des Dichters, قصائد نسيتها الحرب في جيب الشاعر, Gedichte, Fadaat Verlag. Amman. Jordanien. 2019
- Fī qabḍat al-kābūs, yaumīyāt ḥiṣār kūrūnā: marwīyāt al-fairūs, في قبضة الكابوس. يوميات حصار كورونا : مرويات الفيروس, „Im Bann eines Albtraums – Tagebuch der Corona-Belagerung: Erzählungen über das Virus“, Amman. Jordanien. 2021.

### Übersetzungen
- Mem û Zîn, Übersetzung ins Arabische, Damaskus 1995, 2. Aufl. Beirut 1998, 3. Aufl., Duhok 2006. 4. Aufl., Damaskus 2008. 5. Aufl. Kairo 2014.
- Mahabad, Übersetzung eines Gedichts von Salim Barakat ins Kurdische. Avesta, Istanbul 1996.
- al-Ḥadīqa an-Nāṣiriyya, (الحديقة الناصرية) Übersetzung aus dem Persischen ins Arabische. Aras, Arbil 2002.
- Das Lied von Regen, (Sirûda Baranê) Übersetzung aus dem Arabischen ins Kurdische. Avesta, Istanbul 1996.
- Mem û Zîn bi kurdiya îro (Mem und Zin in moderner kurdischer Sprache). Avesta. Istanbul 2008.
- Ferhenga Kurdistanî (Kurdistanî`s Wörterbuch. Kurdisch/Kurdisch). Nûbihar. Istanbul 2010.
- Tefsîra Mem û Zînê (Analyse von „Mem und Zin“). Avesta, Istanbul 2010.
- Matāhat al-dschinn متاهة الجن Übersetzung aus dem Kurdischen ins Arabische. Kalima, Abu Dhabi 2013.
- Ramād An-Nudschūm, رماد النجوم Kurdische Kurzgeschichte. Maqam Verlag, Kairo 2014.
- Ferhenga Hemîdî Dara Yayinlari. Türkei. 2018
- Dîwana Cizîrî Dara Yayinlari. Türkei. 2018
- Gedichte, die der Krieg in der Tasche des Dichters vergaß. Mem u Zin. Erbil. 2022

### Theaterstück, das auf Grundlage seines Werks aufgeführt wurde
- Xewna Şewitî (Der verbrannte Traum), Türkei (1994–1995)

### Verfilmung
- Mistek ax (Eine Handvoll Erde) Regie: Shiyar Abdi, Fernuniversität Hagen

## Auszeichnungen
- Preis der kurdischen Kurzgeschichten, Syrien 1993
- Preis des kurdischen Gedichts, Essen 2012
- Preis des Orientalischen Buchs, London 2013
- Goldener Preis Hussein Arif, Gelawêj Festival, Sulaymaniya, Kurdistan 2014
- Preis des Mem û Zîn-Festivals, Erbil 2021
- Der Scharafnameh-Preis. Wien, Österreich 2021